# ناتسومه (صداپیشه)
ناتسومه (انگلیسی: Natsume؛ زادهٔ 20 July) طبل‌زن، صداپیشه، بازیگر، و موسیقی‌دان اهل ژاپن است. وی از سال ۲۰۰۵ میلادی تاکنون مشغول فعالیت بوده‌است.